# Salpingogaster nepenthe
Salpingogaster nepenthe är en tvåvingeart som först beskrevs av Hull 1943.  Salpingogaster nepenthe ingår i släktet Salpingogaster och familjen blomflugor.
Artens utbredningsområde är Florida. Inga underarter finns listade i Catalogue of Life.